# 佩德羅·恩里克斯·烏雷尼亞國家圖書館
佩德羅·恩里克斯·烏雷尼亞國家圖書館（西班牙語：Biblioteca Nacional Pedro Henríquez Ureña）是多米尼加共和國的國家圖書館。圖書館以文學家佩德羅·恩里克斯·烏雷尼亞命名。圖書館於 1971年2月28日落成。

## 外部連結
- 官方網站 （页面存档备份，存于） （西班牙語）